# Liger (Bresle)
Der Liger ist ein kleiner Fluss in Frankreich, der im Département Somme in der Region Hauts-de-France verläuft. Er entspringt nordöstlich des Weilers Guibermesnil im Gemeindegebiet von Lafresguimont-Saint-Martin, entwässert generell Richtung West bis Nordwest und mündet nach rund 14 Kilometern oberhalb des Gehöfts Rotteleux im Gemeindegebiet von Senarpont als rechter Nebenfluss in die Bresle.

## Orte am Fluss
(Reihenfolge in Fließrichtung)
- Brocourt
- Liomer
- Le Quesne
- Arguel
- Saint-Aubin-Rivière
- Le Mazis
- Inval-Boiron
- Senarpont

## Hydrographie
Rechts begleiten den Liger Steilhänge, während das linke Ufer überwiegend flach ist. Das mittlere Gefälle beträgt 5,7 Promille, die Breite 2 bis 3 Meter. Das Einzugsgebiet wird mit 122,4 km² angegeben. Der mittlere Abfluss beträgt in Senarpont 0,34 m³/s.
Der Liger besitzt keinen nennenswerten Zufluss. Die Flussordnungszahl nach Strahler ist 1.

## Wirtschaft
Im Tal des Liger werden seit dem Beginn des 19. Jahrhunderts Flechtstühle hergestellt; die Technik soll aus Bayern eingeführt worden sein.

## Umwelt
Bei Saint-Aubin-Rivière liegt das Naturschutzgebiet Les Larris, das auch in die größere Natura 2000-Schutzzone Vallée de la Bresle integriert ist.